# Saint Louis Suns United
Il Saint Louis Suns United è una società calcistica con sede a Victoria nelle Seychelles
I colori sociali sono il blu e il bianco.
Il club è nato nel 2007 grazie alla fusione tra il Saint Louis FC e lo Sunshine FC.

## Palmarès
- Seychelles League: 16

1979, 1980, 1981, 1983, 1985, 1986, 1987, 1988, 1989, 1990, 1991, 1992, 1994 (come Saint-Louis FC)
1995 (come Sunshine SC)
2017, 2024
- Seychelles FA Cup: 5

1988, 2003 (come Saint-Louis FC)
2000 (come Sunshine SC)
2010, 2017
- Seychelles Presidents Cup: 2

2003 (come Saint-Louis FC)
2008

## Partecipazioni alle competizioni CAF
- African Cup of Champions Clubs: 5 partecipazioni

1989: primo turno
1990: primo turno
1991: Turno preliminare
1992: Turno preliminare
1996: Turno preliminare
- CAF Confederation Cup: 1 partecipazione

2004 - Turno preliminare
- CAF Cup Winners' Cup: 2 partecipazioni

1998 - Turno preliminare
2001 - Secondo turno

## Rosa 2011
| N. |                       | Ruolo | Calciatore      |
| -- | --------------------- | ----- | --------------- |
| 4  | Madagascar (bandiera) | D     | Jimmy Radafison |
| 5  | Seychelles (bandiera) | D     | Jonathan Bibi   |
| 7  | Seychelles (bandiera) | C     | Don Annacoura   |
| 8  | Seychelles (bandiera) | C     | Denis Barbe     |
| 9  | Seychelles (bandiera) | A     | Melvin Mathiot  |

| N. |                       | Ruolo | Calciatore       |
| -- | --------------------- | ----- | ---------------- |
| 10 | Seychelles (bandiera) | C     | Paul Khan        |
| 11 | Seychelles (bandiera) | A     | Alpha Blade      |
| 14 | Madagascar (bandiera) | C     | Jean Tsaralaza   |
| 17 | Seychelles (bandiera) | C     | Georges Ravignia |
| 20 | Seychelles (bandiera) | A     | Robert Suzette   |
| 20 | Seychelles (bandiera) | A     | Ryan Antat       |